# D'amour et de feu

D'amour et de feu (Rescuing Madison) est un téléfilm  américain réalisé par Bradford May  et diffusé en 2014.

## Synopsis
Il y a 6 ans que la chanteuse star-adolescente Madison Park, quittée par son petit ami et partenaire Jordan, a quitté le groupe à succès dont ils faisaient partie. Alors que Jordan galère depuis le départ de Madison, celle-ci a démarré avec succès une carrière solo. La veille d'un concert, Madison est sauvée de justesse d'un incendie par John, un pompier qui ignorait sa célébrité...

## Fiche technique
- Titre original : Rescuing Madison
- Réalisation : Bradford May
- Scénario : Terence Brody et  Bob Sáenz
- Photographie : ?
- Musique : ?
- Durée : ?
- Pays : États-Unis

## Distribution
- Alona Tal (V.F. : Marie Giraudon) : Madison Park
- Ethan Peck (V.F. : Pascal Nowak) : John Kelly (pompier)
- Channon Roe (V.F. : Emmanuel Karsen) Vlad Heffler (manager)
- Skyler Vallo (V.F. : Olivia Nicosia) : Jessica (amie de Madison)
- Evan Parke (V.F. : Frantz Confiac) :  Vernon (chauffeur & garde du corps de Madison)
- Zack Lively (V.F. : Alexandre Gillet) : Jordan Vanderpool (ex de Madison)
- Jenn Korbee (V.F. : Anne Tilloy) : Cynthia Montana (reporter de GNN)
- Ted McGinley (V.F. : Edgar Givry) : Douglas Kelly (père de John)
- Sherilyn Fenn (V.F. : Elisabeth Fargeot) : Bess Kelly (mère de John)
- Juliette Angelo (V.F. : Claire Baradat) : Krissy Kelly (petite sœur de John)
- Kadeem Hardison (V.F. : Pascal Vilmen) : Steven (manager de Jordan Vanderpool)
- Andres Perez-Molina  : Billy Sullivan (pompier, ami de John)
- Matt Battaglia (V.F. : Vincent Violette) : Martin (Capitaine des pompiers)
- Mark Adair-Rios  : Jake
- Ava Allan  : Ava
- Tim Chizmar  : Régisseur du concert
- Aliyah Royale  : Fan dans le parc

 Version Française :
- Société de doublage :  Dulcinéa[1]
- Directeur artistique : Vincent Violette[2]